# Kürti László (költő)
Kürti László, születési nevén Kovács László (Vásárosnamény, 1976. november 29. –) magyar költő, szerkesztő. A Vörös Postakocsi és a Partium szerkesztője, a Fiatal Írók Szövetségének, a József Attila Körnek, a Szépírók Társaságának, a Magyar Írószövetségnek tagja. Önálló kötetei: Félszavak (1999) (Kovács László néven), Akvárium (2003), Alkalmi otthonok (2007), Testi misék (Magyar Napló kiadó, 2012), A csalásról (Pesti Kalligram, 2017), Ahogy én öleltem (Pesti Kalligram, Bp, 2020), Apajegyek (Pesti Kalligram, Bp, 2022) 

## Életpályája
A Debreceni Egyetemen filozófusként végzett, később a Kodolányi János Főiskolán etika és erkölcstan tanári, majd a Semmelweis Egyetemen és az Esterházy Károly Főiskolán testnevelő és gyógytestnevelő tanári képesítést szerzett.

## Költészete
Az alanyi vallomásos líra karakteres képviselője a kortárs magyar irodalomban. Verseinek témáit leggyakrabban a magánélet (a gyermekkor, családi és szerelmi viszonyok nehézségei, emlékei, traumái) adják. Bár számos kötött formájú verset írt, újabb versnyelve a tudatos depoetizálás felé mutat: a dísztelen, felületén szinte prózaian egyszerű, ám finom mélystruktúrával rendelkező szövegek mesteri alkotója. Lírája erőteljesen létfilozófiai és etikai érdekeltségű. Szövegeinek alanyi megszólalásmódja, vallomásos jellege hangzó formában is rendkívül jól érvényesül, verseit számos színész szólaltatta meg.

## Kötetei
- Kovács László: Félszavak; magánkiadás (Mátészalka, 2000)
- Akvárium; Mátészalkai Művészetbarát Egyesület (Mátészalka, 2003)
- Alkalmi otthonok; Tipp Cult, Budapest, 2007 (Parnasszus könyvek. Új vizeken)
- Testi misék. Versek. Magyar Napló (Budapest, 2012)
- A csalásról. Versek. Kalligram (Budapest, 2017)
- Ahogy én öleltem. Versek. Kalligram (Budapest, 2020)
- Apajegyek. Versek. Kalligram (Budapest, 2022)

## Recenziók
- Rédai Gergely: Kontempláció a testhatáron, Kortárs online, 2013. március 29.
- Jován Katalin: "Te mondd meg, hogyan lehetne folytatni", A Vörös Postakocsi online, 2013. júl. 26.
- Kelemen Lajos: Cserépelégiák, Tiszatáj online, 2013. október 15.
- Antal Balázs: A határok könyve, Műút, 2014. november 20.
- Kulin Borbála: A csalás nem ámítás – Kürti László: a csalásról, Bárka, 2017/4. sz.
- Jassó Judit: Egyre pontosabb kifejezések a számadásra és a számonkérésre – Kürti László a csalásról című verseskötetéről. A Vörös postakocsi online, 2017. május. 15.
- Tábor Ádám: Csavart mintás versek, Élet és irodalom, 2017. nov. 17.
- Bogoly József Ágoston: A csal(ód)ás fenomenológiája. Magyar Napló, 2018/január
- Erdős T. Judit: Mintha épp nekem mesélne: Kürti László versei – Hangoskönyv. Kulter.hu. 2018. március. 3.
- Szemán Krisztina: (F)eloldódások. Alfoldonline.hu. 2018/5. sz.
- Nagy Koppány Zsolt: Milyen dolog őszintének lenni?: Kürti László új könyvében rendkívüli élettapasztalat sűrűsödik. Magyarnemzet.hu. 2020. márc. 17.
- http://avorospostakocsi.hu/2020/12/15/a-viszonyitas-poetikaja-kurti-laszlo-verseinek-tropikus-aktivitasarol/

## Interjúk
- https://olvasat.hu/versek-a-tizenkettedik-hazban/
- https://helyorseg.ma/rovat/portre/szilagyi-zsofia-emma-ba-kolto-mukodeset-ha-vizsgaljukr-kurti-laszloval-szilagyi-zsofia-emma-beszelget
- Megkérdeztük Kürti Lászlót – a költővel Novák Zsüliet beszélget, Bárka online http://www.barkaonline.hu/megkerdeztuek/4826-megkerdeztuk-kurti-laszlot
- "Kitagadtak a Cigányszerelem versemért" – a költővel Kulin Borbála beszélget, A Vörös Postakocsi, 2013. http://www.avorospostakocsi.hu/2013/07/22/%E2%80%9Ekitagadtak-a-ciganyszerelem-versemert/
- https://www.helikon.ro/bejegyzesek/a-robbanomotor-fotengelye-iterju-kurti-laszlo-koltovel Archiválva 2018. november 26-i dátummal a Wayback Machine-ben
- https://kulturjunkie.blog.hu/2021/10/01/_a_vers_csatorna_elni_segit_megtanulni_hogyan_is_kell_hogyan_lehet_vagy_azt_hogy_inkabb_hogyan_ne

## Méltatások
- https://litera.hu/irodalom/publicisztika/angyalosi-gergely-kurti-laszlo-koszontese.html
- Kürti László méltatása – Elhangzott A Vörös Postakocsi 2010-es díjainak átadásán, A Vörös Postakocsi, 2010. http://www.avorospostakocsi.hu/2011/03/02/kurti-laszlo-meltatasa/
- „Ne kényszeríts térdre” – Jánosi Zoltán laudációja Kürti László életművéről. Tokaji Írótábor, 2014. augusztus 15.

## Díjak, elismerések
- Kocsis-Hauser Művészeti Díj (2003)
- Balázs Ferenc-díj[forrás?] (2007)
- A Vörös Postakocsi folyóirat irodalmi díj (2011)
- NKA-irodalmi ösztöndíj (2013-2014, 2017, 2019)
- Litera netnaplójának díja (A Vörös Postakocsival) (2013)
- Tokaji Írótábor Nagydíj (2014)[2]
- Bella István-díj (2018)
- Kölcsey Ferenc-díj (a megye kulturális életében kifejtett kimagasló tevékenysége elismeréseként) (2018)
- Térey János ösztöndíj (2020)[1]
- 2021-ben Pro Futuro Rotary-díj
- 2022-ben Rimay János ezüstérme
- 2022-ben Lukijan Mušicki Szerb költészeti díj
- József Attila-díj (2025)